# فيل كروسبي (لاعب كرة قدم أمريكية)
فيل كروسبي (بالإنجليزية: Phil Crosby)‏ هو لاعب كرة قدم أمريكية أمريكي، ولد في 5 نوفمبر 1976 في مدينة بسمر في الولايات المتحدة.